# Neolophonotus theroni
Neolophonotus theroni là một loài ruồi trong họ Asilidae. Neolophonotus theroni được Londt miêu tả năm 1985. Loài này phân bố ở vùng nhiệt đới châu Phi.